# Diasybra ochreobasalis
Diasybra ochreobasalis là một loài bọ cánh cứng trong họ Cerambycidae.